# Clémentine Autain
Pour les articles homonymes, voir Autain.
Clémentine Autain, née le 26 mai 1973 à Saint-Cloud (Hauts-de-Seine), est une femme politique et journaliste française. Elle est d’abord adhérente au Parti communiste français (PCF), puis à Ensemble ! — l’une des composantes du Front de gauche — et enfin à La France insoumise (LFI) dont elle est un temps députée, avant de siéger hors LFI dans le cadre du Nouveau Front populaire (NFP).
De 2001 à 2008, elle est conseillère de Paris (apparentée PCF) chargée de la jeunesse. De 2014 à 2020, elle est conseillère municipale de la ville de Sevran. Elle devient conseillère régionale d'Île-de-France en 2015, mandat qu'elle occupe jusqu'à son élection en juin 2017 comme députée dans la onzième circonscription de la Seine-Saint-Denis sous l'étiquette LFI. Elle est réélue en 2022, puis en 2024, dès le premier tour et devient députée NFP sans LFI dont elle ne fait plus partie.
Elle est également directrice de publication du trimestriel Regards, gérante de la scop qui l'édite de 2010 à 2018, ainsi que cosecrétaire de la fondation Copernic, un cercle de réflexion critique du libéralisme économique.

## Situation personnelle

### Famille
Clémentine Cécile Autain est la fille du chanteur Yvan Dautin (de son vrai nom Yvan Autain) et de la comédienne Dominique Laffin.
Son grand-père maternel, le chirurgien-dentiste André Laffin (1922-1966), qui a exercé comme praticien militaire en Indochine, issu d'une famille aisée de Sallanches (Haute-Savoie) et engagé en politique du côté de l'extrême droite, a été député de l'Yonne (1960-1962) et un cofondateur du Front national pour l'Algérie française, aux côtés de Jean-Marie Le Pen.
Un de ses oncles paternels, François Autain (1935-2019, père du grand reporter de France 2 et photographe Kristian Autain), lui aussi engagé en politique, mais du côté de la gauche de gouvernement, est originaire des Deux-Sèvres, né à Luché-sur-Brioux, décédé à Biarritz, a été maire de Bouguenais (Loire-Atlantique), député, secrétaire d'État chargé de la Sécurité sociale, puis des Immigrés, et enfin de la Défense sous la présidence de François Mitterrand, puis sénateur socialiste de la Loire-Atlantique, et lié au PCF, ayant rejoint le Parti de gauche en 2008.
Clémentine Autain est mère d'une fille et d'un garçon, dont le père est Mikaël Garnier-Lavalley, coauteur du livre Salauds de jeunes ! sorti en 2005, conseiller de la ministre des Sports Valérie Fourneyron, nommé en 2014 premier délégué interministériel à la Jeunesse. Divorcée du père de ses enfants, qu'elle avait épousé en 2006, Clémentine Autain déclare en 2022 vivre depuis dix ans dans une famille recomposée, avec un professeur en Seine-Saint-Denis, militant de La France insoumise, père d'un garçon et d'une fille lui aussi, avec qui elle est pacsée,.

### Enfance et jeunesse
Clémentine Autain passe son enfance et son adolescence à Paris, où elle habite boulevard des Batignolles,. À l’âge de 4 ans, elle interprète au cinéma le rôle de Pamela auprès de sa mère Dominique Laffin dans Les Petits Câlins de Jean-Marie Poiré, film sorti en 1978. À 10 ans, elle veut être chanteuse, comme son père. Au sein d'un groupe disco d'enfants, Abbacadabra, elle reprend des chansons du groupe ABBA sur les plateaux de télévision en compagnie de Frida, Daniel Balavoine ou Plastic Bertrand,. Elle enchaîne disques, concerts et un feuilleton (Le Masque, épisode La Rançon de la gloire dont son père a coécrit le scénario pour FR3). Parallèlement, elle baigne aussi dans la politique grâce aux relations de ses parents avec Jack Ralite et Alain Krivine. Son père est alors un sympathisant de l'extrême gauche. Elle a 12 ans quand elle perd sa mère, Dominique Laffin, en 1985,.
À 17 ans, elle quitte le domicile familial puis, après avoir obtenu un baccalauréat, commence des études supérieures en histoire, bénéficiant à ce titre d'une bourse à l'université Paris 8 Vincennes-Saint-Denis. Elle est titulaire d'une maîtrise d'histoire consacrée à l’Algérie française et d'un diplôme d'études approfondies (DEA) sur la base d’un mémoire intitulé « Mouvement social, féminisme et législation à travers l'exemple du corps des femmes (1967-1982) » sur le Mouvement de libération des femmes.
En octobre 1999, elle devient chargée de mission auprès du groupe d'études sur les discriminations fondé par Martine Aubry.

## Militantisme féministe
Dans une biographie publiée par Anne Delabre en 2006, elle raconte le viol qu'elle a subi à l'âge de 23 ans sous la menace d'une arme blanche aux abords de l'université Paris-VIII. Elle dévoile ce drame pendant la précampagne présidentielle comme « une manière de porter la question des violences dans le débat » et de lutter contre le « tabou sur le viol ».
Ce viol semble avoir marqué le début de son engagement féministe. Elle milite alors à l'Union nationale des étudiants de France (UNEF dite UNEF-SE) et à l'Union des étudiants communistes. Elle se rapproche du Collectif féministe contre le viol et s'implique dans le mouvement féministe. En 1997, elle crée un nouveau mouvement féministe, appelé Mix-Cité, dont elle devient coprésidente. L'association se fait connaître en protestant contre l'utilisation de mannequins vivants dans les vitrines des Galeries Lafayette.
En 2003, elle prend position en faveur des lesbiennes et contre une tendance phallocratique qu'elle perçoit dans le milieu des associations homosexuelles.
En novembre 2012, elle organise le « Manifeste des 313 » : « Je déclare avoir été violée », relayé par Le Nouvel Observateur. Avec plusieurs autres femmes victimes de viol, dont la joueuse de tennis Isabelle Demongeot, elle témoigne dans le documentaire Viol, elles se manifestent, diffusé le 25 novembre 2012 sur France 2, dans l'émission de télévision Infrarouge.
Elle est favorable à la procréation médicalement assistée (PMA) mais « farouchement contre la gestation pour autrui (GPA), parce que le corps des femmes ne doit pas être marchandisé ».
Par ailleurs, elle travaille comme collaboratrice parlementaire pour Georges Mazars, sénateur socialiste du Tarn. Elle devient ensuite collaboratrice de Cécile Silhouette, conseillère de Paris, élue d'Ensemble pour une gauche alternative et écologiste. Selon Le Monde, elle aurait également été proche de la Gauche socialiste, tendance Jean-Luc Mélenchon.

## Parcours politique

### Débuts
Clémentine Autain est suppléante d'Anne-Lise Melquiond à Rambouillet en juin 1997 lors des élections législatives. Elles obtiennent 1,93 % au premier tour face à Christine Boutin. Aux élections municipales de 2001 à Paris, le Parti communiste français lui propose de prendre la tête de liste dans le 17e arrondissement contre Françoise de Panafieu, qu'elle décrit comme une « grande bourge » d'un « mépris de classe effroyable ». Battue au second tour avec 35,05 % des voix contre 50,61 % pour Françoise de Panafieu, elle est nommée adjointe chargée de la jeunesse par le nouveau maire de Paris, Bertrand Delanoë.
Au sein des collectifs du 29 mai, elle fait campagne contre le Traité constitutionnel européen lors du référendum français de 2005,.
Très présente sur les plateaux de télévision, elle se déclare prête à être candidate à l'élection présidentielle de 2007 lors de la réunion des collectifs unitaires le 10 septembre 2006.

### Actions à la mairie de Paris
En tant qu'adjointe à la jeunesse de Bertrand Delanoë, maire de Paris de 2001 à 2008, Clémentine Autain développe un réseau d'antennes-jeunes et les Conseils de la jeunesse de Paris. D'après ses explications, les antennes-jeunes fournissent un espace d'accueil et d'information, tandis que les Conseils permettent de favoriser la démocratie participative, étant chargés d’offrir aux jeunes la possibilité de dialoguer avec leurs élus, de donner leur avis sur les grands enjeux qui animent la ville (les transports, l’environnement, le logement, etc.) et de monter des projets à l’échelle parisienne. Elle indique que les Conseils disposent d’un budget global de 280 000 euros,.
Clémentine Autain déclare avoir contribué à une augmentation de 50 % du budget consacré aux jeunes. Elle a mis en place différentes actions : Paris Jeunes Talents, Paris Jeunes Vacances, Paris Jeunes Aventures, Paris Jeunes Solidarité,,.
En novembre 2007, Clémentine Autain quitte le 17e arrondissement de Paris pour Montreuil. Quelques mois plus tard, elle confirme son intention de ne pas être candidate à Paris aux élections municipales de 2008, exprimant alors ses craintes d'une alliance de Bertrand Delanoë avec le MoDem à Paris au second tour des municipales. Ce « parachutage » est critiqué par le maire de Montreuil, Jean-Pierre Brard.

### Présidences Sarkozy et Hollande
Elle participe à la fondation Copernic, un cercle de réflexion de la gauche radicale et à différentes initiatives à gauche : le RAP avec Jacques Kergoat, SELS (Sensibilité écologiste libertaire et radicalement sociale-démocrate) ou l'expérience « de Ramulaud », une tentative de coordination et de réflexion au niveau de la gauche anti-libérale qui refuse la « pente » du social-libéralisme,. Elle écrit dans L'Humanité et Regards.
Le 29 mai 2008, Clémentine Autain co-signe avec notamment Michel Onfray, Arnaud Viviant et Luc Boltanski une tribune parue dans le journal Le Monde, où elle salue positivement la proposition de création par la Ligue communiste révolutionnaire (LCR) d'un nouveau parti politique anti-capitaliste. Les co-signataires déclarent en introduction de leur tribune : « Forts de la popularité d'Olivier Besancenot, vous proposez de lancer une nouvelle organisation politique, surnommée le Nouveau Parti anticapitaliste (NPA). Consternés par l'état de la gauche, nous sommes ravis que vous fassiez une proposition », et l'intitulé de la tribune est : « Le Nouveau Parti anticapitaliste est-il vraiment décidé à s’ouvrir à tous les courants de l’autre gauche ? »,,. En mai 2008, Clémentine Autain signe l'appel de Politis qui propose notamment une réflexion sur les « moyens d’une vraie réponse politique aux attaques de la droite et du Medef »,. En août 2008, alors qu'elle participe à l'université d'été de la LCR où se discute la création du NPA, elle réfléchit sérieusement à rejoindre ce futur parti. Néanmoins, ce rapprochement ne se concrétise pas, Clémentine Autain regrettant qu'Olivier Besancenot et le NPA ne cherchent pas à construire de majorités politiques ni à travailler et s’allier avec d’autres, tels que Jean-Luc Mélenchon.
Elle contribue à créer fin 2008 la Fédération pour une alternative sociale et écologique (FASE), mouvement politique réunissant une dizaine d’organisations politiques, dont l'objectif est de « fédérer toutes les forces de transformation et de dépassement du capitalisme » et dont elle est une des porte-parole. La FASE est qualifiée par L'Obs de « groupuscule » comparé aux « mastodontes » que sont le Parti communiste et le Parti de gauche qui participent eux aussi au Front de gauche. Clémentine Autain représente la FASE au congrès du Parti de gauche de Jean-Luc Mélenchon, en indiquant vouloir travailler avec lui malgré des divergences sur plusieurs questions.

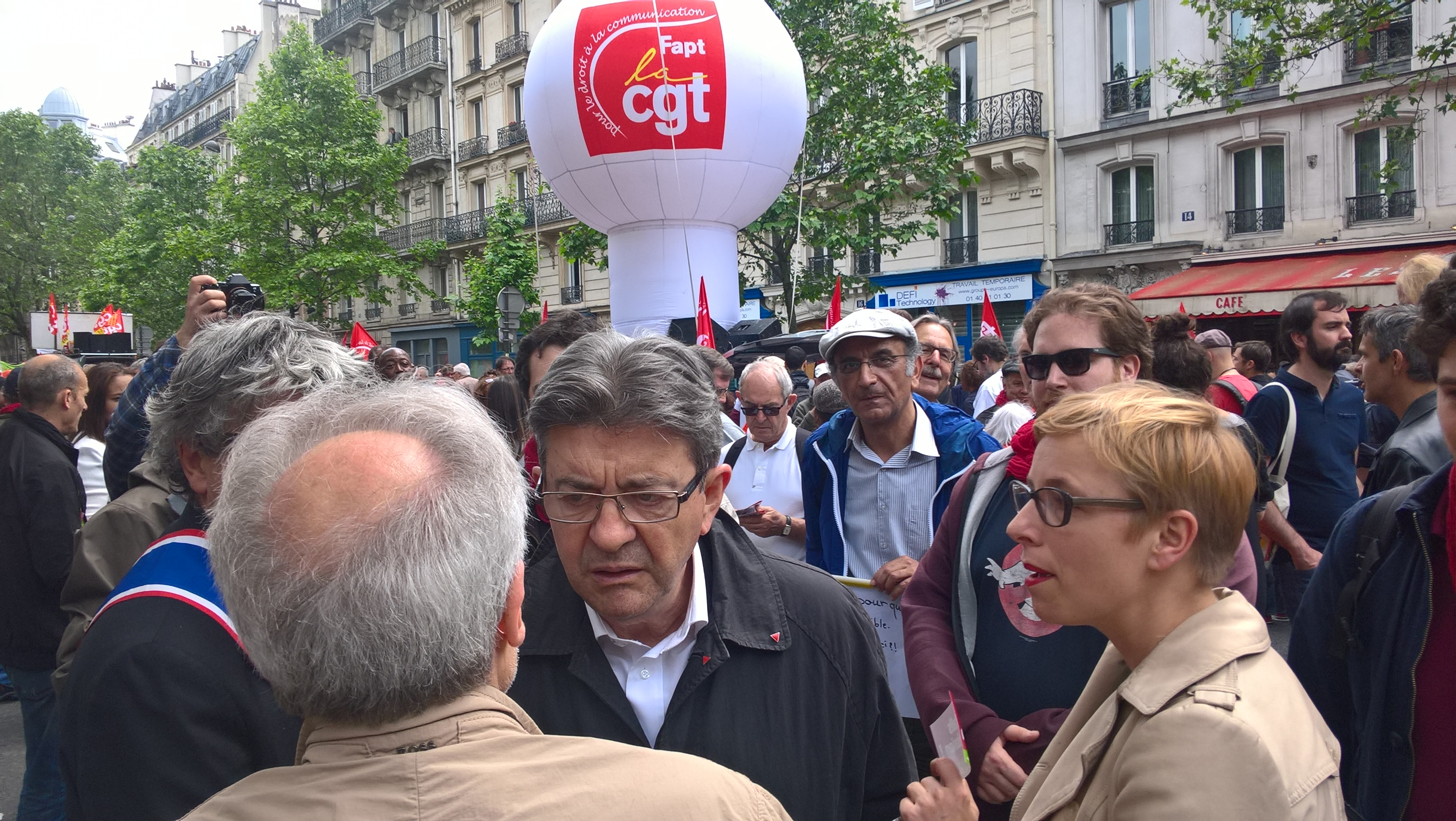
Avec Jean-Luc Mélenchon lors de la manifestation du 26 mai 2016 pour le retrait du projet de loi El Khomri.

Elle est porte parole de Jean-Luc Mélenchon pendant la campagne pour l'élection présidentielle de 2012,. Elle se présente aux élections législatives de 2012 comme suppléante de François Asensi, réélu député de la 11e circonscription de la Seine-Saint-Denis. En novembre 2013, elle participe activement à la création d'Ensemble ! qui regroupe plusieurs formations membres du Front de Gauche, dont la FASE et Les Alternatifs. Elle est depuis cette date l'une des quatre porte-parole de ce mouvement.
Clémentine Autain est candidate aux élections municipales de 2014 à Sevran. Le 30 mars 2014, le maire sortant Stéphane Gatignon remporte à nouveau la mairie de Sevran lors des élections municipales en Seine-Saint-Denis avec 50,55 % des suffrages (5 325 voix). Clémentine Autain obtient 24,66 % des suffrages au premier tour (2 612 voix) et 31,31 % des suffrages au second (3 298 voix). Elle est élue au conseil municipal de la ville de Sevran avec six autres personnes du Front de gauche sur les 45 sièges que compte le conseil municipal.
Elle se porte candidate aux élections départementales de 2015 dans le canton de Sevran, en binôme avec Sébastien Bastaraud (PCF), et obtient 19 % des suffrages exprimés (23,3 % sur la commune de Sevran).
Lors des élections régionales de 2015 en Île-de-France, elle figure en tête de liste du Front de gauche en Seine-Saint-Denis. Au second tour, la fusion des listes PS, Front de Gauche et EELV lui permet d'être élue au conseil régional d'Île-de-France. Elle est membre de la Commission permanente du conseil régional.

### Députée de La France insoumise
Elle est candidate aux élections législatives de 2017 dans la Seine-Saint-Denis dans la 11e circonscription, soutenue par La France insoumise (LFI), le PCF et Ensemble !. Elle est en ballotage au premier tour avec 37,21 % des suffrages exprimés, ce qui la place en 1re position. Au second tour, elle est élue avec 59,52 % des suffrages à l'Assemblée nationale,. Elle est ensuite désignée secrétaire au Bureau de l'Assemblée nationale en février 2018.
En raison des lois de 2014 sur le cumul des mandats, elle quitte son mandat de conseillère régionale en juillet 2017, celui-ci étant l'un de ses deux mandats locaux et son nouveau mandat de députée étant incompatible avec l’exercice de plus d’un mandat d’assemblée délibérante locale.
Interrogée en juillet 2017 par Le Parisien, Clémentine Autain soulève la question de la garde des enfants à l'Assemblée nationale. Elle trouve « étonnant et regrettable » que l’Assemblée nationale ne s'en occupe pas, et ne facilite pas ainsi la tâche des députés jeunes parents. Elle estime par ailleurs qu'il s'agit d'un « enjeu d'égalité femmes-hommes » et compte mettre la question à l'ordre du jour du bureau de l'Assemblée,,.
En septembre 2017, elle est la seule du bureau du Parlement, composé de 22 membres et sans représentant FN, à ne pas voter la levée de l'immunité parlementaire de Gilbert Collard, ce dernier ayant publié des photos des victimes de Daech sur les réseaux sociaux. Elle craint « une remise en cause de l'immunité parlementaire » qui n'est selon elle « pas un privilège mais une condition de l’équilibre des pouvoirs, de l’indépendance et de la liberté d’expression dans l’exercice du mandat de député ». Elle estime aussi que les conditions de vote ont été « inadmissibles », et dénonce une absence de débat de fond. Elle déclare que le « refus de voter cette levée n’est pas étranger à cette méthode qui s’installe à l’Assemblée, dans un climat où le pouvoir du Parlement est chaque jour un peu plus piétiné »,,.
Alors qu'elle projette en novembre 2017, avec d'autres élus, de se rendre en Palestine, les autorités israéliennes lui interdisent l'entrée sur le territoire d'Israël. The Times of Israel fait remarquer à cette occasion que Clémentine Autain est vice-présidente du groupe d'amitié France-Israël de l'Assemblée nationale créé le 31 octobre 2017, alors qu'elle a été co-signataire d'un texte dans Le Monde intitulé « Boycotter Israël, c’est lutter pour une paix juste », aux côtés notamment d’Olivier Besancenot, en soutien à l’action du mouvement BDS qui boycotte Israël.
En avril 2018, sur 400 scrutins publics qui se sont déroulés à l'Assemblée, elle est la députée du groupe La France insoumise qui a voté le moins souvent en accord avec le groupe LREM (7 %).
Elle ne se représente pas aux élections municipales de 2020 et perd son mandat de conseillère municipale à Sevran. En 2021, elle est investie par LFI comme tête de liste pour les élections régionales en Île-de-France. Sa candidature est soutenue par le PCF, Ensemble !, la Gauche démocratique et sociale et le Parti animaliste. Sa liste fusionne avec celles de Julien Bayou (EELV) et Audrey Pulvar (alliés). Valérie Pécresse remporte l'élection, la liste d’union de gauche faisant seulement près de 34 % des suffrages. Clémentine Autain redevient conseillère régionale.
En janvier 2022, sa proposition de résolution visant à inscrire l'endométriose sur la liste des affections de longue durée est adoptée, contre l’avis du gouvernement, mais à l’unanimité de l'Assemblée nationale.

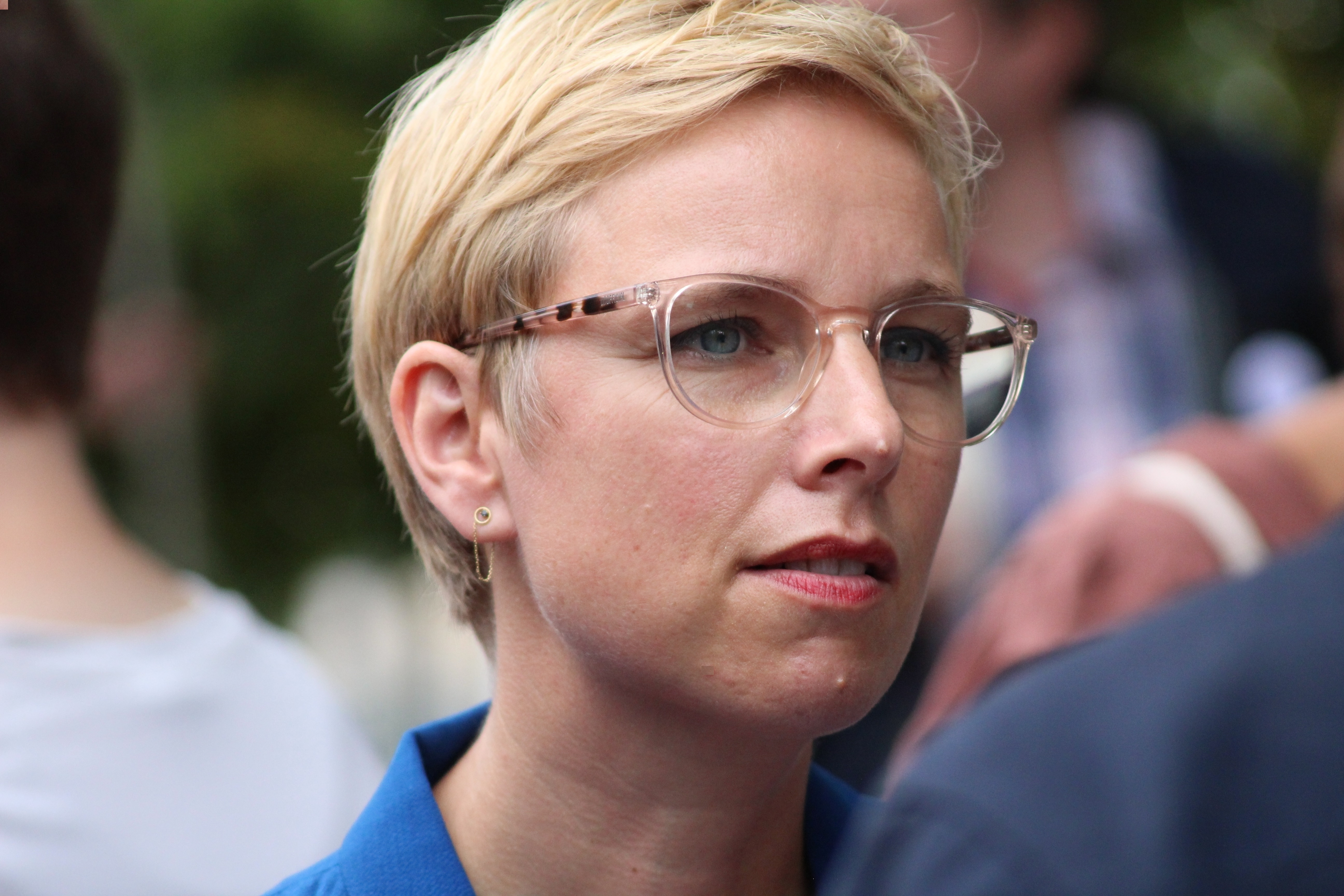
Intervention de Clémentine Autain au parc de Blossac de Poitiers lors des journées d'été des écologistes 2021.

Clémentine Autain est candidate à sa réélection en 2022 sous la bannière de La France insoumise. Dans sa circonscription, Jean-Luc Mélenchon est arrivé en tête au premier tour avec plus de 50 % des suffrages exprimés,,. À la suite du désistement de la candidate communiste arrivée deuxième au premier tour, elle est réélue,.

### Rupture progressive avec LFI
En juin 2022, son courant au sein d'Ensemble, « Ensemble Insoumis-e », décide de se structurer au sein de La France insoumise et d'abandonner le nom Ensemble. Il devient la Gauche écosocialiste. Sans en être membre, Clémentine Autain s'en déclare proche.
En décembre 2022, absente de la nouvelle direction de LFI organisée, sans élection, autour de Manuel Bompard, Clémentine Autain réclame davantage de délibérations collectives et de pluralisme au sein du mouvement,. Elle démissionne de son mandat de conseillère régionale d'Île-de-France le 1er février 2023, bien que la loi ne l'y oblige pas, afin de respecter la charte de LFI sur le non-cumul des mandats signée en 2021 quand elle était candidate aux élections législatives. En mai 2023, lors du renouvellement du bureau du groupe parlementaire Insoumis à l’Assemblée nationale, Clémentine Autain décide de ne pas y participer ; c'est aussi le cas de François Ruffin et Alexis Corbière.
En février 2024, la presse fait état des divergences de plus en plus importantes entre Clémentine Autain et Jean-Luc Mélenchon : elle est accusée de « sabotage » par ce dernier, qui l'incite à partir de LFI à l’approche des élections européennes. La députée LFI critique, de son côté, ses « comportements d'exclusion »,.
Le 30 juin 2024, Clémentine Autain est réélue dès le premier tour avec 62,6 % des voix aux élections législatives anticipées. Elle quitte LFI le lendemain du deuxième tour.

## Prises de position
Le 4 juin 2019, parait une tribune dans Le Monde, soutenue par un millier de signataires, appelant à « construire une espérance » autour des exigences sociales et écologiques, loin des accords de circonstance, des logiques de ralliement et de « la haine pour moteur ». Elsa Faucillon et Clémentine Autain, initiatrices de cet appel, organisent dans la foulée un événement au cirque Romanès le 30 juin 2019 où sont invités différents courants de la gauche ainsi que des syndicats. Il y est question de « fédérer la gauche écologiste »,,, et « bâtir un archipel citoyen, un ensemble d'îlots faisant cause commune pour ouvrir une voie sociale et écologiste de changement en profondeur de la société ».
En janvier 2022, le groupe parlementaire de La France insoumise suscite l'incompréhension des autres députés en s'abstenant lors du vote sur la reconnaissance du génocide ouïghour. Clémentine Autain s'en explique en y préférant les notions de « risque génocidaire » et de « crimes contre l'humanité ». Elle critique également le manque d'actions concrètes prises contre le régime répressif, alors que l'équipe de France s'apprête à rejoindre les Jeux olympiques d'hiver de 2022 et dénonce une hypocrisie de la classe politique française.

### Journaliste et intervenante médiatique
Elle a été co-directrice de la rédaction du magazine Regards, avec Roger Martelli,. Elle participe ensuite activement à sa relance à partir du 12 avril 2010, en devenant gérante de la nouvelle Scop et directrice de la publication.
Elle fut également chroniqueuse dans Vous trouvez ça normal ?!, une émission animée par Bruce Toussaint sur France 2 qui est interrompue après trois mois de diffusion. Elle participe aussi régulièrement à l'émission de débat On refait le monde de RTL.
En 2022, elle publie son premier roman Assemblées.

## Controverses

### Laïcité et religions
En 2005, Clémentine Autain signe l'appel des Indigènes de la République contre le racisme et l'islamophobie, avant de retirer sa signature, arguant que « pour le public, le texte est devenu celui de Tariq Ramadan ». En 2015, le collectif Ensemble ! dont Clémentine Autain est alors porte-parole, relaye l'appel à se rendre à un meeting où interviennent Tariq Ramadan, Marwan Muhammad et Laurence Blisson.
En novembre 2019, elle signe dans Libération la tribune « Stop à l'islamophobie », qui évoque des lois françaises « liberticides » pour les musulmans, et participe à la « marche contre l'islamophobie », controversée en raison de l'identité de certains de ses organisateurs,.
En octobre 2020, après l'assassinat de l'enseignant Samuel Paty, Clémentine Autain est la cible de critiques, avec plusieurs autres responsables insoumis, pour leurs responsabilités alléguées dans la montée de l'islamisme en France, ce dont elle se défend en dénonçant le climat de haine que certains responsables politiques entretiennent à l'égard des musulmans en assimilant leurs traditions à des enjeux sécuritaires. Elle cite ainsi Gérald Darmanin, qui se dit choqué par l'existence de rayons halal dans la grande distribution, Éric Ciotti et François Fillon qui plaident pour l'interdiction du voile simple dans l'espace public. La semaine suivante, alors que l’assassinat de Samuel Paty qui avait montré à ses élèves des caricatures du prophète Mahomet provoque des réactions très hostiles à la France dans plusieurs pays majoritairement musulmans, les propos de Clémentine Autain décrivant la France comme un « pays qui a perdu la tête » sont repris par le média islamiste tunisien Meem.

### Féminisme
Après les agressions sexuelles du Nouvel An 2016 en Allemagne, Clémentine Autain crée la polémique avec un tweet où elle invite à ne pas amalgamer violence sexuelle de masse et islam : « Entre avril et septembre 1945, deux millions d’Allemandes violées par des soldats. La faute à l’islam ? ». Ses détracteurs lui reprochent de ne pas avoir un mot de compassion pour les victimes,. Pour Élisabeth Badinter, la position de Clémentine Autain est celle d'un féminisme qui « a adopté les priorités de l'extrême gauche » et oublie de défendre les femmes.

### Affaire Taha Bouhafs
Le 10 mai 2022, Taha Bouhafs, journaliste et militant de LFI, annonce retirer sa candidature aux élections législatives. Clémentine Autain envoie un tweet de soutien, elle y dénonce les attaques « racistes » qu'a subies ce dernier, mais sans mentionner la véritable raison de son retrait : les accusations de violences sexuelles le visant,,. Elle le reçoit le 9 mai en présence de Mathilde Panot pour lui faire part de ces accusations. Selon Taha Bouhafs, il aurait eu le choix entre annoncer lui-même son retrait en le justifiant par des attaques racistes, ou laisser ces dernières l'annoncer en mentionnant les allégations d'agressions sexuelles. La première solution est retenue par Taha Bouhafs, mais les accusations le visant sortent quand même dans la presse, à la suite de quoi Clémentine Autain et LFI sont critiquées pour sembler avoir voulu étouffer l'affaire en la réglant uniquement « en interne ».
Le 5 juillet 2022, Taha Bouhafs dénonce une procédure opaque au sein de LFI et les mensonges de Clémentine Autain dans la presse. Selon lui, celle-ci aurait refusé de lui expliciter les accusations dont il faisait l'objet. Par ailleurs, Clémentine Autain lui aurait demandé de mentir en expliquant qu'il retirait sa candidature à cause d'attaques racistes,. Dans un communiqué, le parti répond à Taha Bouhafs ne pas pouvoir lui transmettre les informations envoyées à sa cellule interne, ni organiser une confrontation pour « respecter la volonté d’anonymat des plaignantes », et réfute les accusations contre Clémentine Autain.

## Synthèse des résultats électoraux

### Élections législatives
| Année | Parti  | Parti | Circonscription             | 1er tour | 1er tour | 1er tour | 2d tour | 2d tour | 2d tour | Issue |
| Année | Parti  | Parti | Circonscription             | Voix     | %        | Rang     | Voix    | %       | Rang    | Issue |
| ----- | ------ | ----- | --------------------------- | -------- | -------- | -------- | ------- | ------- | ------- | ----- |
| 2017  |        | LFI   | 11e de la Seine-Saint-Denis | 7 977    | 37,21    | 1re      | 10 962  | 59,52   | 1re     | Élue  |
| 2022  | 9 400  | LFI   | 11e de la Seine-Saint-Denis | 46,15    | 1re      | 11 296   | 100,00  | 1re     | Élue    |       |
| 2024  | 22 209 | LFI   | 11e de la Seine-Saint-Denis | 62,65    | 1re      |          |         |         | Élue    |       |

### Élections départementales
| Année | Parti | Parti | Canton | 1er tour | 1er tour | Issue    |
| Année | Parti | Parti | Canton | %        | Rang     | Issue    |
| ----- | ----- | ----- | ------ | -------- | -------- | -------- |
| 2015  |       | FG    | Sevran | 18,96    | 4e       | Éliminée |

### Élections municipales
| Année | Liste | Liste | Commune   | 1er tour | 1er tour | 2d tour | 2d tour | Sièges obtenus | Sièges obtenus | Sièges obtenus |
| Année | Liste | Liste | Commune   | %        | Rang     | %       | Rang    | CA             | CM             | CC             |
| ----- | ----- | ----- | --------- | -------- | -------- | ------- | ------- | -------------- | -------------- | -------------- |
| 2001  |       | PCF   | Paris 17e | 25,40    | 2e       | 35,05   | 2e      | 6 / 39         | 2 / 13         |                |
| 2014  |       | FG    | Sevran    | 24,66    | 2e       | 31,31   | 2e      |                | 7 / 45         | 3 / 20         |

### Élections régionales
Les résultats ci-dessous concernent uniquement les élections où elle est tête de liste.
| Année | Liste | Liste      | Région        | Résultats | Résultats | Résultats | Résultats |
| Année | Liste | Liste      | Région        | 1er tour  | 1er tour  | 2d tour   | 2d tour   |
| Année | Liste | Liste      | Région        | %         | Rang      | 2d tour   | 2d tour   |
| ----- | ----- | ---------- | ------------- | --------- | --------- | --------- | --------- |
| 2021  |       | LFI-PCF-PA | Île-de-France | 10,25     | 6e        | Fusion    |           |

## Filmographie
Sauf indication contraire, les informations mentionnées dans cette section peuvent être confirmées par la base de données cinématographiques IMDb,  présente dans la section « Liens externes ».
Actrice
- 1978 : Les Petits Câlins de Jean-Marie Poiré : Pamela, la fille de Sophie[11] (non créditée)
- 1983 : La Main dans l'ombre (System ohne Schatten) de Rudolf Thome : l'enfant dans le bus[125]
- 1984 : Abbacadabra (téléfilm) de Robert Réa
- 2018 : L'Amour flou de Romane Bohringer et Philippe Rebbot : elle-même[126]
- 2021 : L'Amour flou (série télévisée) de Romane Bohringer : elle-même (épisodes 2 et 3)
- 2025 : Dites-lui que je l'aime  de Romane Bohringer

Scénariste
- 2012 : Viol, elles se manifestent (documentaire diffusé dans l'émission Infrarouge) de Stéphane Carrel et Andréa Rawlins-Gaston

Adaptation de son œuvre
- 2025 : Dites-lui que je l'aime  de Romane Bohringer - d'après son ouvrage homonyme

## Publications
- Alter égaux, Paris, Robert Laffont, 2001 (ISBN 2-221-09315-1).
- Les Droits des femmes : l'inégalité en question, Milan, 2003 (ISBN 2-7459-0838-3).
- Banlieue, lendemains de révolte, Paris, Éditions La Dispute, 2006 (ISBN 2-84303-129-X).
- Salauds de jeunes, Paris, Robert Laffont, 2006 (ISBN 2-221-10706-3).
- Propositions pour sortir du libéralisme, Paris, Syllepse, 2006 (ISBN 978-2-84950090-3).
- Les machos expliqués à mon frère, Paris, Éditions du Seuil, 2008 (ISBN 2-02-097004-X).
- Transformer, à gauche, Paris, Éditions du Seuil, 2009, 154 p. (ISBN 978-2-02-099229-9).
- Postcapitalisme : Imaginer l'après, Vauvert, Au diable vauvert, 2009, 348 p. (ISBN 978-2-84626-194-4 et 2-84626-194-6)
- Un beau jour… combattre le viol, Montpellier, Indigène, 2011 (ISBN 978-1-0903-5406-8)[127].
- Le Retour du peuple. De la classe ouvrière au précariat, Paris, Éditions Stock, 2012 (ISBN 9782234071858).
- Ne me libère pas, je m'en charge - Plaidoyers pour l'émancipation des femmes, Paris, J'ai lu, 2013 (ISBN 978-229-005405-5).
- Elles se manifestent - Viol, 100 femmes témoignent, Paris, Don Quichotte, 2013 (ISBN 978-2359491470).
- Nous avons raisons d’espérer, Paris, Flammarion, 2015 (ISBN 978-2081334847).
- Notre liberté contre leur libéralisme, Paris, Éditions du Cerf, 2018 (ISBN 978-2-204-12757-8).
- Dites-lui que je l'aime, Paris, Éditions Grasset, 2019 (ISBN 978-2-2468-1395-8) (ouvrage consacré à sa mère, à leur relation et à son deuil précoce).
- À gauche en sortant de l'hyper marché, Paris, Éditions Grasset, 2020 (ISBN 978-2-2468-2523-4).
- Pouvoir vivre en Île-de-France, Paris, Éditions du Seuil, 2021 (ISBN 978-2021484212).
- Les Faussaires de la République, Paris, Éditions du Seuil, 2022 (ISBN 978-2021504811).
- Assemblées, Paris, Éditions Grasset, 2022.
- Sandrine Rousseau (préf. Claire Serre-Combe, avant-propos d'Emmanuelle Cosse, Clémentine Autain, Cécile Duflot, Marie-Pierre de La Gontrie et Laurence Rossignol), Manuel de survie à destination des femmes en politique, Paris, Les Petits matins, 2015, 107 p. (ISBN 978-2-36383-161-3, BNF 44288808).
- L'avenir, c'est l'esprit public, Seuil, 2025.